# Rio Pasig

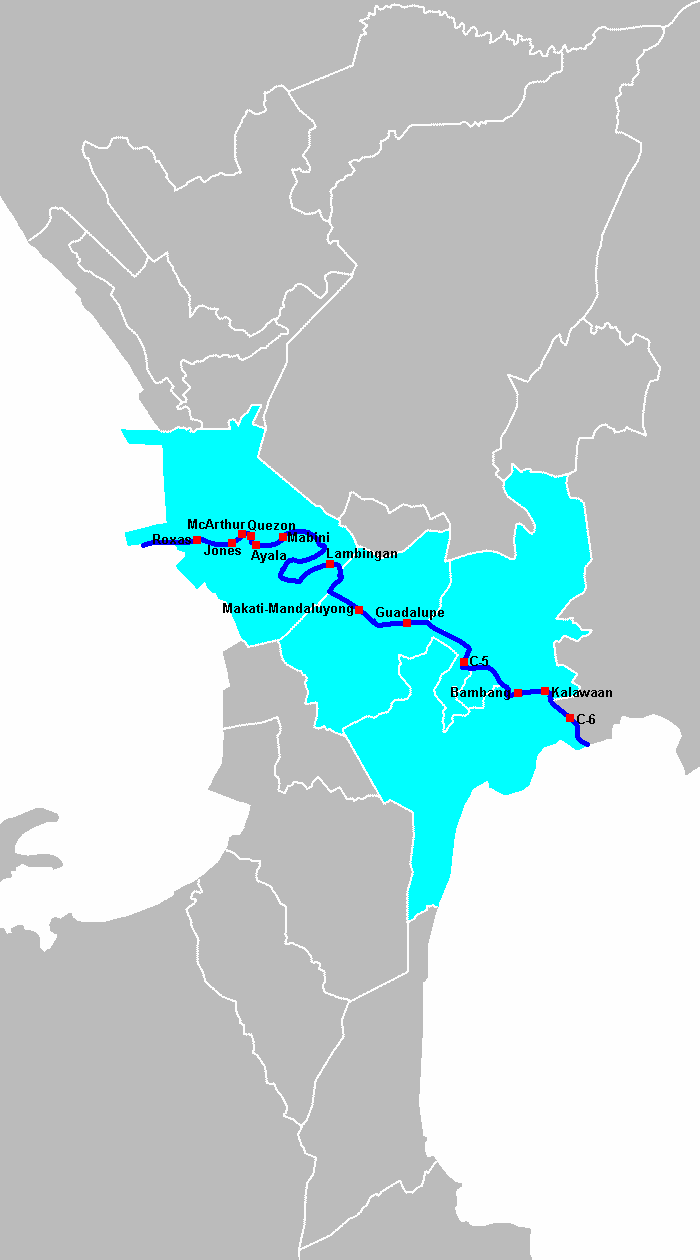
Mapa mostrando o percurso do Pasig.

O rio Pasig (Ilog Pasig em tagalog) é um rio das Filipinas que conecta a Laguna de Bay (via Canal de Napidan) à baía de Manila. Estende-se por 25 km e divide Metro Manila em duas partes. Seu maiores afluentes são os rios Marikina e o San Juan.
O rio Pasig é tecnicamente um estuário.  no qual a direcção do fluxo depende do nível da diferença do nível da água entre a baía de Manila e a Laguna de Bay. Durante a estação seca, o nível de água na Laguna de Bay é baixa e a direção do fluxo do rio Pasig depende das marés. Durante a estação chuvosa, quando o nível de água da Laguna de Bay é elevado, o fluxo normal é desta para a baía de Manila.
Costumava ser uma importante rota de transporte na Manila espanhola Manila. Contudo, devido à negligência e ao desenvolvimento industrial, o rio tornou-se muito poluído e é considerado incapaz de abrigar vida pelos ecologistas.
A Comissão para a Reabilitação do Rio Passig (em inglês, Pasig River Rehabilitation Commission - PRRC) foi criada para supervisionar os esforços de reabilitação do rio. Apoiam a PRRC organizações do setor privado como a  Clean and Green Foundation, Inc. que implementou a campanha "Um  peso para o Pasig" (em tagalog, Piso para sa Pasig).

## Geografia
O rio Pasig move-se geralmente para noroeste por cerca de 25 km desde a Laguna de Bay, o maior lago das Filipinas, até a baía de Manila, na parte sul da ilha de Luzon. Do lago, o rio passa por Taguig, and Taytay (Rizal), antes de entrar na cidade de Pasig City. Essa porção do rio Pasig é conhecida como rio Napindan. De sua confluência com o tributário rio Marikina, o rio então forma uma fronteira comum ao sul entre a cidade de Makati e a cidade de Pasig, e ao norte, à cidade de Mandaluyong. O rio faz uma acentuada curva em direção ao nordeste formando a fronteira entre Manila antes de voltar a dobrar em direção ao oeste, reunindo seu outro maior tributário, o rio San Juan, e segue um sinuoso caminho através do centro de Manila antes de desaguar na baía. Todo o rio e a maior parte de seus tributários localizam-se inteiramente dentro de Metro Manila, a região metropolitana da capital. A ilha de Convalescência, a única ilha dividindo o rio Pasig, encontra-se em Manila e é onde se localiza o Hospício de San José.

### Afluentes e canais
Um dos maiores rios que saem da Laguna de Bay é o rio Taguig, que entra em Taguig antes de tornar-se o rio Pateros e formar a fronteira comum entre o município de Pateros e a cidade de Makati. O rio Pateros entra na mesma confluência onde o rio Napindan River e o rio Marikina River se encontram. O rio Marikina River é o maior dos dois, correndo em direção ao sul desde as montanhas de Rizal e atravessa o Vale Marikina. O rio San Juan River nasce no platô no qual a cidade de Quezon se encontra; seu maior tributário é o arroio Diliman.
No interior da cidade de Manila, há vários esteros ou canais que vão e vem pela cidade e a conectam com o rio Tullahan ao norte e com o rio Parañaque ao sul.

### Pontes

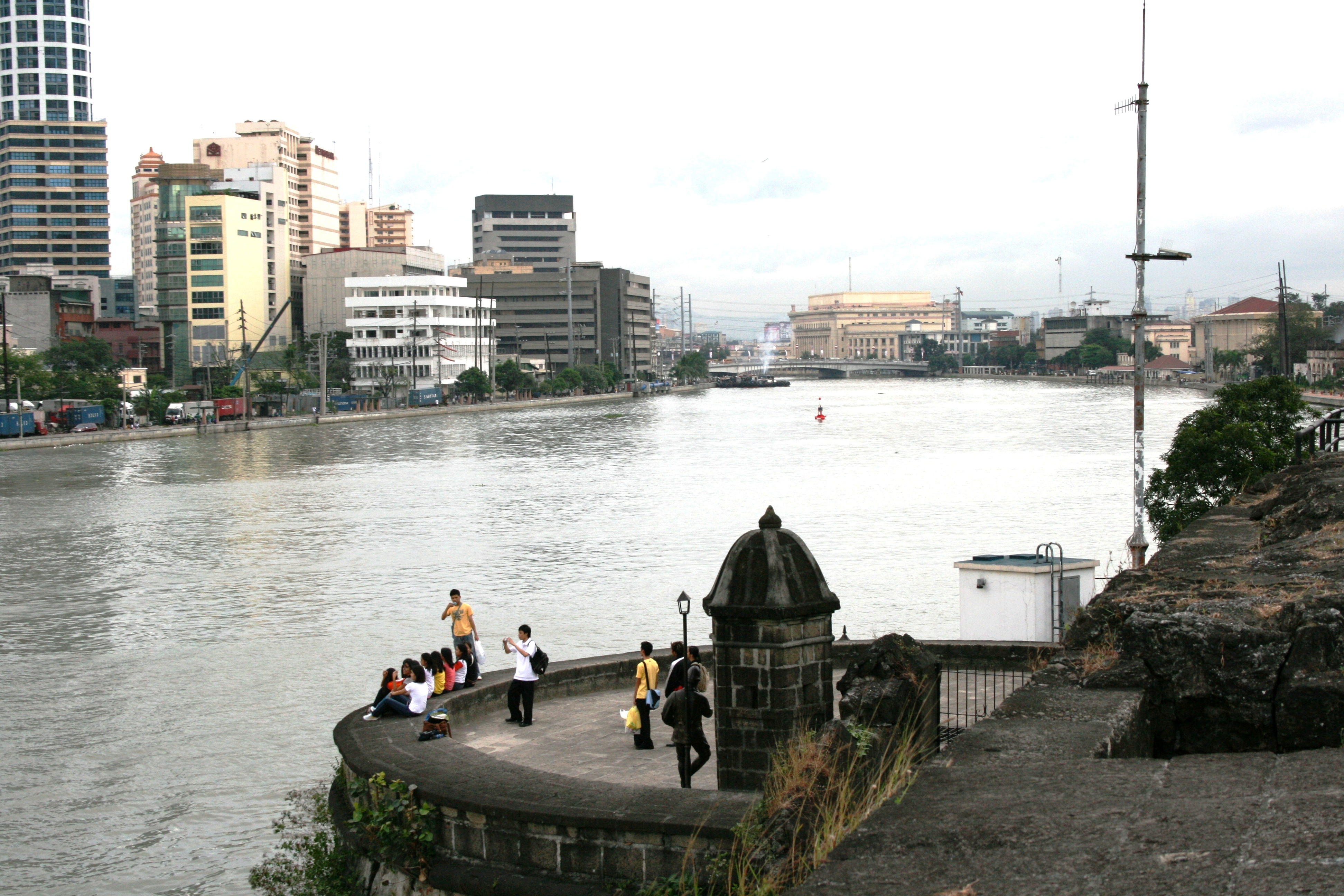
Outra vista do Pasig desde Intramuros. Desta vez, mostrando a ponte Jones e a estação dos correios de Manila.

Há um total de treze pontes que cruzam o rio. Cruzando o Canal de Napindan na cidade de Pasig City está a ponte Bambang. Downstream encontra-se a estrada C-5 conectando as cidades de Makati e Pasig. A ponte Guadalupe, entre Makati e Mandaluyong abriga a Avenida Epifanio de los Santos, a maior autoestrada de Metro Manila, bem como a Linha Azul (Linha 3) do sistema de metropolitano de Manila (MRT). A linha divisória das cidades de Makati e Mandaluyong é outra ponte que conecta as duas cidades e forma o fim da Avenida Makati. A ponte Sevilla conecta Manila e Mandaluyong.
A ponte mais a leste de Manila é a Lambingan no distrito de Santa Ana, seguida pela ponte Padre Zamora (Pandacan) entre Pandacan e Santa Mesa, que também abriga linha sul das Estradas Nacionais Filipinas (Pambansang Daangbakal ng Pilipinas) (PNR). A ponte Mabini (antes chamada de ponte Nagtahan) proporciona um cruzamento para a Avenida Nagtahan, parte da estrada C-2. A ponte Ayala abriga o bulevar Ayala e conecta a ilha de Convalescência às duas margens. Mais para o lado da foz estão a ponte Quezón de Quiapo à Ermita e a ponte da Linha Amarela (Linha 1) do metropolitano de Manila, da estação central à estação Carried, a ponte McArthur de Divisoria a Ermita, e a ponte Jones de Binondo a Ermita. A última ponte perto da foz do rio Pasig é a ponte Roxas, de Tondo à área do Porto de Manila, antigamente conhecida como ponte Del Pan.

### Lugares famosos
A localização do rio Pasig e o subsequente crescimento de Manila e dos assentamentos em seus arredores fez do rio um local privilegiado de desenvolvimento e de eventos históricos. O principal marco às margens do rio é o distrito murado de Intramuros, localizado próximo à foz do rio em sua margem meridional, tendo sido construído pelo governo colonial espanhol no século XVI. Mais acima está o Hospício de San José, um orfanato localizado em uma ilha do Pasig, a ilha de Convalescência. Na margem norte fica o Palácio Malacañang, a residência oficial do presidente das Filipinas. Também na margem norte e dentro do distrito de Manila de Santa Mesa encontra-se o campus principal da Universidade Politécnica das Filipinas.
Na cidade de Makati, ao longo das margens sul do Pasig, encontra-se a pista de corrida Santa Ana e o Rockwell Commercial Center, uma área comercial e de grandes escritórios contendo o shopping Power Plant. Na confluência dos rios Pasig e Marikina River fica a Estrutura de controle hidráulico de Napindan, que regula a vazão de água do Canal de Napindan Channel.

## Geologia

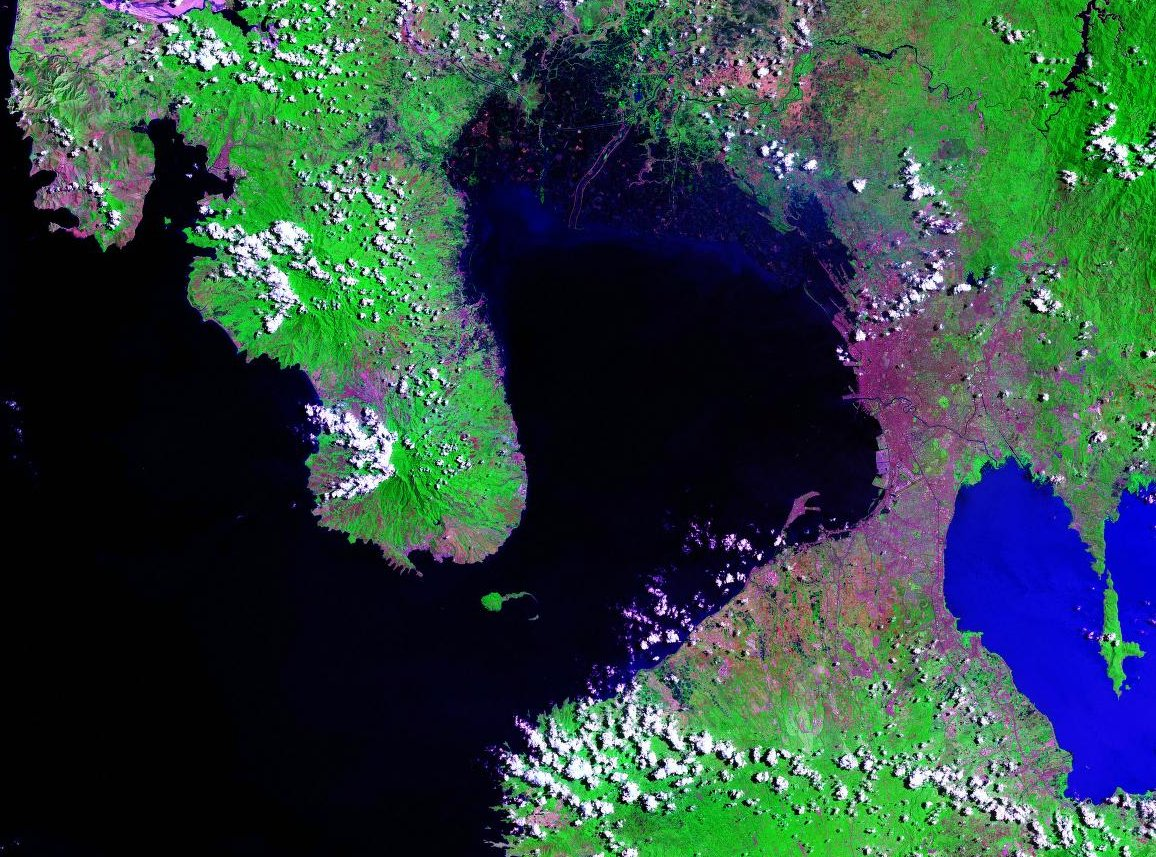
Imagem de satélite da área da Baía de Manila-Laguna de Bay. O rio Pasig River pode ser visto à direita.

As principais bacias hidrográficas do rio Pasig concentram-se nas planícies entre a baía de Manila e a Laguna de Bay. A bacia hidrográfica do rio Marikina ocupa sobretudo o Vale do Marikina, o qual foi formado pela linha de uma falha geológica. O território inundável de Manggahan é uma hidrovia artificial que foi construída visando reduzir as inundações do Vale do Marikina durante a estação chuvosa ao levar o excesso de água para a Laguna de Bay.

### Fluxo das marés
O rio Pasig é tecnicamente considerado um estuário. Próximo ao fim do verão ou da estação seca (abril e maio), o nível da água na Laguna de Bay chega a um mínimo de 10,5 metros. Durante as épocas de maré alta, o nível da água do lago pode ficar abaixo do da baía de Manila, resultando em uma vazão inversa da água do mar da baía para o lago. Isso também ocasiona um aumento da poluição e dos níveis de salinidade na Laguna de Bay nessa época do ano.

### Enchentes
O rio Pasig River é vulnerável à inundação nas épocas de chuva forte e o tributário rio Marikina é a principal fonte dessa água. O território inundável de Manggahan foi construído para desviar o excesso de água do rio Marikina para a Laguna de Bay, a qual então serviria como reservatório temporário. Pelo projeto, o território é capaz de controlar 2400 m³/s de vazão de água, embora a vazão atual esteja em torno de 2000 m³/s. Para complementar, o Sistema de Controle Hidráulico de Napindan (NHCS) foi construído em 1983 na confluência do rio Marikina com o Canal de Napindan para regular a vazão de água entre o rio Pasig e o lago.

## História

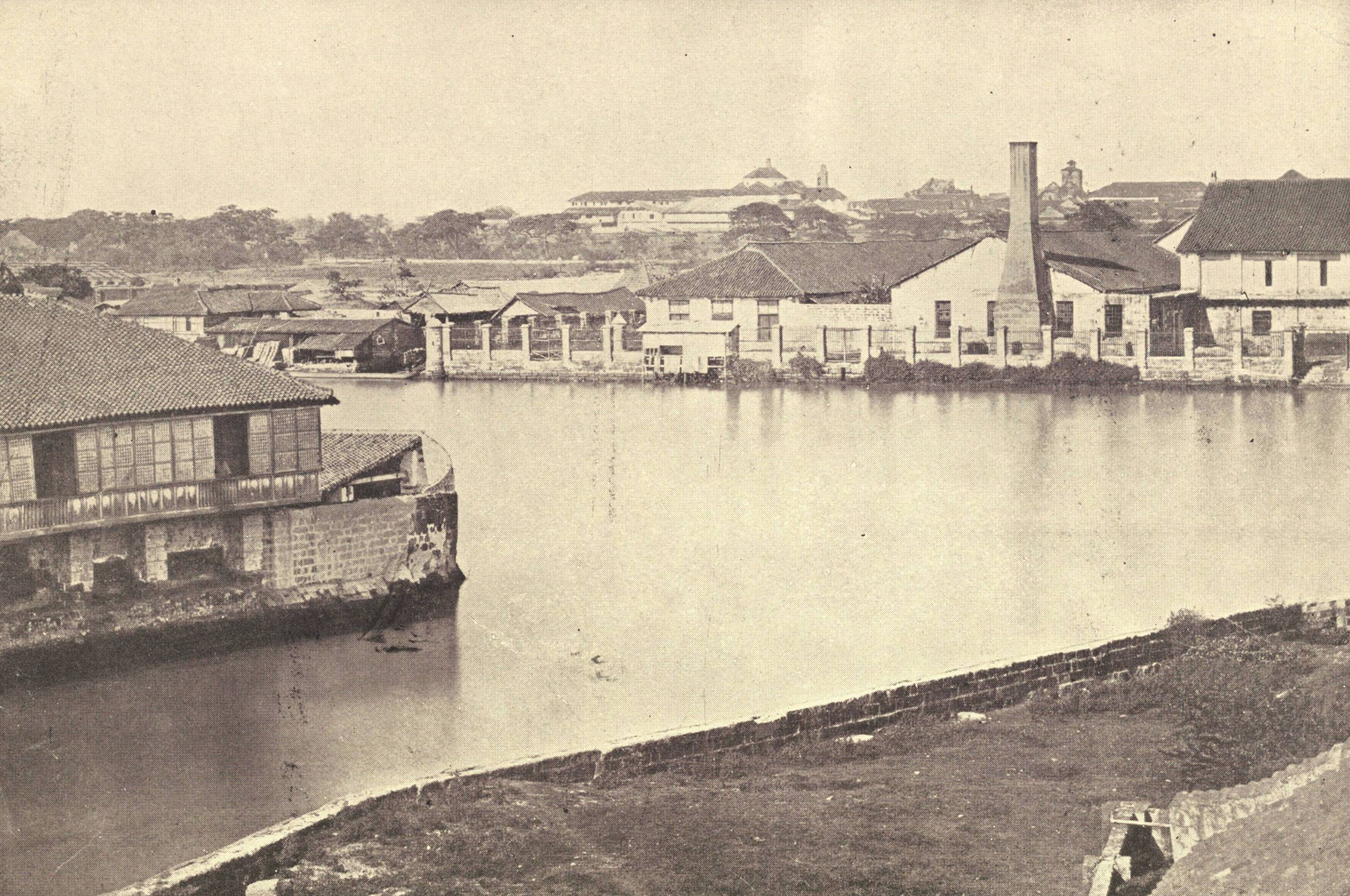
O rio Pasig River em 1899

Antes da urbanização maciça de Manila, o rio Pasig River serviu como um importante meio de transporte e funcionava como a o coração da cidade e centro de suas atividades econômicas. Os primeiros assentamentos muçulmanos estabeleceram-se ao longo de suas margens e os espanhóis, quando fizeram de Manila a capital de suas possessões coloniais no Extremo Oriente, construíram a cidade murada de Intramuros na margem mais ao sul, próxima ao delta do rio.

### Aumento da poluição
Após a Segunda Guerra Mundial, o crescimento maciço da população, a construção de infra-estruuras e a dispersão das atividades econômicas para os subúrbios de Manila deixaram o rio abandonado. Suas margens atraíram moradores informais e as fábricas remanescentes jogavam seus resíduos dentro do rio, fazendo dele um grande esgoto.
O aumento da poluição no rio foi primeiramente notada na década de 1930 quando observou-se que a migração de peixes da Laguna de Bay diminuíra. As pessoas deixaram de usar a água do rio para lavarem suas roupas e na década de 1960 e o transporte por balsa entrou em declínio. Pela década de 1970, o rio começou a despreender um cheiro bastante desagradável e nos anos 1980, pescar nele tornou-se inviável. O rio Pasig foi considerado biologicamente morto na década de 1990.

### Esforços de reabilitação
Esforços para "reviver" o rio começaram em dezembro de 1989 com a ajuda de autoridades dinamarquesas. O Programa de Reabilitação do rio Pasig (PRRP) foi estabelecido, em conjunto com o Departamento de meio ambiente e recursos naturais das Filipinas como agência principal com a coordenação da Assistência Dinamarquesa de Desenvolvimento Internacional (DANIDA).
Em 1999, o presidente Joseph Estrada assinou a Ordem Executiva nº 54 estabelecendo uma Comissão de Reabilitação do rio Pasig (PRRC) para substituir o antigo PRRP com poderes adicionais como o tratamento de resíduos e a realocação de ocupantes ilegais.